# Federico Mena
Federico Mena Quintero é um programador mexicano.
Ele escreveu o GNOME Canvas enquanto trabalhava na Red Hat. Também manteve o GIMP, e foi uma das primeiras contratações da Ximian, agora Novell, onde ele ainda trabalha. Junto com Miguel de Icaza, Federico fundou o projeto GNOME.
Federico estudou na Universidad Nacional Autónoma de México, onde conheceu de Icaza, estudando Ciências da Computação. Viveu a maior parte da sua vida na Cidade do México, mas hoje mora em Xalapa, Veracruz, com sua mulher, Oralia.